# Pink International Company
 (транскр.  Пинк интернашонал кампани) српска је медијска компанија са седиштем у Београду. Налази се у потпуном власништву Pink Media Group-а.

## Историја
Регистрована као компанија са одређеним могућностима, Pink International Company се налази у власништву српског бизнисмена Жељка Митровића.
Жељко је основао Pink International Company током 1990-их након настанка радија, а касније и телевизијског канала. Компанија је поново регистрована 25. априла 2005. због нових закона и регулацији у Србији.

## ТВ канали
У Србији:
- – национална фреквенција

У Босни и Херцеговини
- – кабловска и сателитска фреквенција

У Црној Гори
- – кабловска и сателитска фреквенција

Специјализовани кабловски канали:
- Zadruga Live 1
- Zadruga Live 2
- Zadruga Live 3
- Zadruga Live 4